# Dhani Harrison
Dhani Harrison (Windsor, Berkshire, Inglaterra, 1 de agosto de 1978) es un músico británico, hijo único del matrimonio entre el Beatle George Harrison y Olivia Trinidad Arias.
Su iniciación en el mundo de la música tuvo lugar durante la elaboración del álbum póstumo de su padre, Brainwashed, a partir de noviembre de 2001. En 2006, forma su primer grupo musical, thenewno2, junto a Oli Hecks.
El origen de su nombre procede de dos notas de la escala musical india, "dha" y "ni". En hindi, Dhani también significa "rico" en un sentido tanto monetario como espiritual.
Su extraordinario parecido físico con su padre ha sido digno de comentarios, hasta el punto que Paul McCartney, en el Concert for George, a modo de anécdota, relató al público: "Olivia me ha dicho que, con Dhani en el escenario, parece que George se ha mantenido joven mientras que el resto hemos envejecido."

## Biografía

### Primeros años
Dhani Harrison, hijo de Olivia Trinidad Arias y George Harrison, desarrolló sus estudios en la escuela primaria Badgemore en Henley-on-Thames, posteriormente cambiaría a Dolphin School y a Shiplake College. Durante su infancia tuvo que soportar cierto acoso escolar al ser hijo de un Beatle, con continuas mofas relacionadas con la canción "Yellow Submarine".
Tras graduarse en la Brown University de Estados Unidos en noviembre de 2002 y estudiar diseño gráfico, desempeñó una carrera de aerodinámica. Poco tiempo después, desechó la idea y se dedicó a la música de tiempo completo.
Tras la muerte de su padre a causa de un cáncer el 29 de noviembre de 2001, Harrison finalizó Brainwashed, el último trabajo de estudio de éste, en colaboración con Jeff Lynne. El álbum fue publicado en 2002. El 29 de noviembre de 2002, un año después de la muerte de su padre, participó en un concierto homenaje celebrado en el Royal Albert Hall de Londres junto a artistas como Billy Preston, Ravi Shankar, Jeff Lynne, Tom Petty, Ringo Starr, Jim Keltner, Paul McCartney, Eric Clapton, Sam Brown y miembros de los Monty Python.

### Carrera
En marzo de 2006, Dhani apareció en el Podcast Video Variety Show Lynchlandde del músico Liam Lynch, interpretando una canción que aparecería posteriormente en un álbum de Lynch. Asimismo, colaboró junto a Jakob Dylan en el tema de John Lennon Gimme Some Truth, publicado en el álbum Instant Karma: The Amnesty Internacional Campaign to Save Darfur. Además, aparece en los créditos de dos canciones inéditas de The Traveling Wilburys y publicadas en The Traveling Wilburys Collection, bajo el seudónimo de Ayrton Wilbury como tributo al piloto Ayrton Senna.
En abril de 2006 fue anunciado la grabación de un primer álbum por el grupo musical de Harrison, Thenewno2. Previamente, el nombre del grupo fue utilizado como firma de diseño gráfico, la cual desarrolló el diseño y la dirección artística de los proyectos póstumos de George Harrison, entre los cuales se encuentran Brainwashed, Concert for George, The Dark Horse Years 1976-1992 y las reediciones de The Concert for Bangla Desh y Living in the Material World.
El grupo formado por Harrison y Oli Hecks publicó el videoclip del tema Choose What You're Watching en su página web oficial. Posteriormente, en 2007 editarían su primer EP conformado por cuatro canciones. También han contribuido en grabaciones de otros artistas, como Calling the World de Rooney, y 8 Diagrams de Wu-Tang Clan.
En febrero de 2010 formó un grupo llamado Fistful of Mercy en el que comparte crédito con Ben Harper, Joseph Arthur y Jesse Green en el violín. El grupo ya lanzó su primer disco llamado "As I Call You Down" que consta de 9 tracks.

### Vida personal
Harrison fue pareja de la actriz y cantante estadounidense Zooey Deschanel entre 2003 y 2004. En junio de 2012, contrajo matrimonio con Sólveig "Sóla" Káradottir, tras tres años de relación. En noviembre de 2016, se anunció que Harrison había decidido presentar el divorcio por "diferencias irreconciliables".